# The Chronological Classics: Earl Hines and His Orchestra 1934-1937
| Recensione | Giudizio |
| ---------- | -------- |
| AllMusic   | [ 1 ]    |

The Chronological Classics: Earl Hines and His Orchestra 1934-1937 è un album discografico del pianista e caporchestra jazz Earl Hines, pubblicato dall'etichetta discografica francese Classics Records nel 1990.

## Tracce
1. That's a Plenty – 3:05 (Lew Pollack) – Registrato il 12 settembre 1934 a Chicago, Illinois
2. Fat Babes – 3:16 (Jimmy Mundy) – Registrato il 12 settembre 1934 a Chicago, Illinois
3. Maple Leaf Rag – 2:45 (Scott Joplin) – Registrato il 12 settembre 1934 a Chicago, Illinois
4. Sweet Georgia Brown – 2:25 (Kenneth Casey, Maceo Pinkard, Ben Bernie) – Registrato il 12 settembre 1934 a Chicago, Illinois
5. Rosetta – 2:37 (Earl Hines, William Henry Woode) – Registrato il 12 settembre 1934 a Chicago, Illinois
6. Copenhagen – 2:30 (Walter Melrose, Charlie Davis) – Registrato il 13 settembre 1934 a Chicago, Illinois
7. Angry – 2:30 (Dudley Mecum, Jules Cossard, Brunies Bros. (Henry Brunies e Merritt Brunies)) – Registrato il 13 settembre 1934 a Chicago, Illinois
8. Wolverine Blues – 2:30 (Jelly Roll Morton) – Registrato il 13 settembre 1934 a Chicago, Illinois
9. Rock and Rye – 3:15 (Earl Hines) – Registrato il 13 settembre 1934 a Chicago, Illinois
10. Cavernism – 2:58 (Earl Hines) – Registrato il 13 settembre 1934 a Chicago, Illinois
11. Disappointed in Love – 2:58 (Andy Razaf, Paul Denniker) – Registrato il 12 febbraio 1935 a New York
12. Rhythm Lullaby – 2:55 (Andy Razaf, Paul Denniker) – Registrato il 12 febbraio 1935 a New York
13. Japanese Sandman – 2:38 (Raymond B. Egan, Richard A. Whiting) – Registrato il 12 febbraio 1935 a New York
14. Bubbling Over – 2:51 (Earl Hines, Louis Dunlap, Charles Carpenter) – Registrato il 12 febbraio 1935 a New York
15. Blue – 2:56 (Quinn Wilson, Carles Carpenter, Louis Dunlap) – Registrato il 12 febbraio 1935 a New York
16. Julia – 3:00 (George Dixon) – Registrato il 12 febbraio 1935 a New York
17. Flany Doodle Swing – 2:42 (Earl Hines) – Registrato il 10 febbraio 1937 a Chicago, Illinois
18. Pianology – 2:34 (Earl Hines) – Registrato il 10 febbraio 1937 a Chicago, Illinois
19. Rhythm Sundae – 2:49 (Earl Hines) – Registrato il 10 febbraio 1937 a Chicago, Illinois
20. Inspiration – 2:52 (Earl Hines) – Registrato il 10 febbraio 1937 a Chicago, Illinois
21. I Can't Believe That You're in Love with Me – 2:49 (Clarence Gaskill, Jimmy McHugh) – Registrato il 10 febbraio 1937 a Chicago, Illinois
22. Honeysuckle Rose – 2:50 (Andy Razaf, Fats Waller) – Registrato il 10 febbraio 1937 a Chicago, Illinois
23. Blue Skies – 2:37 (Irving Berlin) – Registrato il 10 agosto 1937 a Chicago, Illinois
24. Hines Rhythm – 2:36 (Earl Hines) – Registrato il 10 agosto 1937 a Chicago, Illinois
25. Rhythm Rhapsody – 2:57 (Willie Randall) – Registrato il 10 agosto 1937 a Chicago, Illinois

## Musicisti
That's a Plenty / Fat Babes / Maple Leaf Rag / Sweet Georgia Brown / Rosetta

(Earl Hines and His Orchestra)
- Earl Hines - pianoforte, direttore orchestra
- Charlie Allen - tromba
- George Dixon - tromba, arrangiamenti
- Walter Fuller - tromba
- Walter Fuller - voce (brano: Rosetta)
- Louis Taylor - trombone
- Trummy Young - trombone, arrangiamenti
- William Franklin - trombone
- Darnell Howard - clarinetto, sassofono alto, violino
- Omer Simeon - clarinetto, sassofono alto, sassofono baritono
- Cecil Irwin - clarinetto, sassofono tenore, arrangiamenti
- Lawrence Dixon - chitarra, arrangiamenti
- Quinn Wilson - contrabbasso, arrangiamenti
- Quinn Wilson - arrangiamenti (eccetto brano: Fat Babes)
- Wallace Bishop - batteria
- Jimmy Mundy - arrangiamenti (brano: Fat Babes)
- Henry Woodip - arrangiamenti

Copenhagen / Angry / Wolverine Blues / Rock and Rye / Cavernism

(Earl Hines and His Orchestra)
- Earl Hines - pianoforte, direttore orchestra
- Charlie Allen - tromba
- George Dixon - tromba, voce
- Louis Taylor - trombone
- William Franklin - trombone
- Trummy Young - trombone
- Darnell Howard - clarinetto, sassofono alto, violino
- Omer Simeon - clarinetto, sassofono alto, sassofono baritono
- Cecil Irwin - clarinetto, sassofono tenore, arrangiamento
- Lawrence Dixon - chitarra
- Quinn Wilson - contrabbasso
- Quinn Wilson - arrangiamento (brani: Angry e Wolverine Blues)
- Jimmy Mundy - arrangiamenti (tutti i brani, eccetto: Angry e Wolverine Blues)

Disappointed in Love / Rhythm Lullaby / Japanese Sandman / Bubbling Over / Blue / Julia

(Earl Hines and His Orchestra)
- Earl Hines - pianoforte, direttore orchestra
- Charlie Allen - tromba
- Walter Fuller - tromba
- Walter Fuller - voce (brano: Julia)
- Louis Taylor - trombone
- William Franklin - trombone
- Trummy Young - trombone
- Darnell Howard - clarinetto, sassofono alto, violino
- Omer Simeon - clarinetto, sassofono alto, sassofono baritono
- Cecil Irwin - clarinetto, sassofono tenore, arrangiamenti
- Lawrence Dixon - chitarra
- Quinn Wilson - contrabbasso
- Quinn Wilson - arrangiamenti (brani: Japanese Sandman e Blue)
- Wallace Bishop - batteria
- Henry Woode- arrangiamenti (brano: Julia)
- Jimmy Mundy - arrangiamenti (brani: Rhythm Lullaby e Bubbling Over)
- The Palmer Brothers - voci (brani: Disappointed in Love e Rhythm Lullaby)

Flany Doodle Swing / Pianology / Rhythm Sundae / Inspiration / I Can't Believe That You're in Love with Me

(Earl Hines and His Orchestra)
- Earl Hines - pianoforte, direttore orchestra
- Milton Fletcher - tromba
- Charlie Allen - tromba
- Walter Fuller - tromba
- Louis Taylor - trombone
- Kenneth Stuart - trombone
- Trummy Young - trombone
- Darnell Howard - clarinetto, sassofono alto, violino
- Omer Simeon - clarinetto, sassofono alto, sassofono baritono
- Budd Johnson - clarinetto, sassofono tenore
- Cecil Irwin - arrangiamenti (brano: Rhythm Sundae) Cecil Irwin morì in un incidente stradale il 3 maggio 1935, ma continuò a essere accreditato, per un certo periodo,  come arrangiatore nell'orchestra
- Jimmy Mundy - arrangiamenti (brano: Inspiration)
- Lawrence Dixon - chitarra
- Quinn Wilson - contrabbasso
- Quinn Wilson - arrangiamenti
- Wallace Bishop - batteria
- Ida Mae Jones - voce (brano: I Can't Believe That You're in Love with Me)

Honeysuckle Rose

(Earl Hines Quartet)
- Earl Hines - pianoforte
- Omer Simeon - clarinetto
- Budd Johnson - sassofono tenore
- Wallace Bishop - batteria

Blue Skies / Hines Rhythm / Rhythm Rhapsody

(Earl Hines and His Orchestra)
- Earl Hines - pianoforte, direttore orchestra
- Milton Fletcher - tromba
- Charlie Allen - tromba
- Walter Fuller - tromba, v
- Louis Taylor - trombone
- Kenneth Stuart - trombone
- Trummy Young - trombone
- Darnell Howard - clarinetto, sassofono alto, violino
- Omer Simeon - clarinetto, sassofono alto, sassofono baritono
- Budd Johnson - clarinetto, sassofono tenore
- Lawrence Dixon - chitarra
- Quinn Wilson - contrabbasso
- Wallace Bishop - batteria
- Madeline Greene - voce (brano: Blues Skies)[2]